# Lille Torup naturgaslager
Lille Torup naturgaslager är ett danskt underjordiskt lager för naturgas i Lille Torup i Viborgs kommun i Region Midtjylland. Lagret ägs av Gas Storage Denmark AS, som är ett helägt dotterbolag till Energinet AS.
Depån är en del av överföringsnätet för naturgas i Danmark och har till syfte att, tillsammans med Gas Storage Denmarks andra underjordiska naturgaslager i Stenlille kommun på Själland utjämna variationer i kundernas utnyttjande av naturgas, driftstörningar och säsongsvariationer, samt att öka försörjningssäkerheten för naturgas i Danmark. 
Lille Torup är en naturgaslager av saltgrottetyp. Det är skapat som depå i en underjordisk salthorst genom mänsklig urgröpning i saltlagret för att åstadkomma sju cylinderformade hålrum för gaslagring. Ett hålrum är ungefär 300 meter högt och har en diameter på 55 meter. Kamrarnas övre delar ligger omkring 1.500–1.700 meter under markytan. Hela anläggningen kan lagra 696 miljoner normalkubikmeter naturgas.
Gaslagret i Lille Torup uppfördes av Dong Energy AS och blev färdigt 1996 och beräknades då ha en planerad livstid på 25–30 år. Ursprungligen planerade Energinet att bygga nio hålrum. Anläggningen såldes 2007 till Energinet AS.

## Geologi
Naturgaslagret ligger i en cylindrisk salthorst med en diameter och en höjd som är omkring fem kilometer. Området låg under Perm för 250-290 miljoner år sedan under havsytan och hade tropiska havsdjur och en hög salthalt. Under tre så kallade Zechsteinperioder förångades havsvattnet och efterlämnade sediment som evaporiter, i vilka stensalt (halit) utgör en stor del. Till slut låg salt avlagrat i skikt som en pannkaksstapel, vilken senare under Jura för 135 miljoner år sedan kompakterades.